# 雷家洼乡
雷家洼乡是中国陕西省渭南市澄城县下辖的一个乡。

## 行政区划
雷家洼乡下辖以下行政区：
雷家洼村、里庄村、郑家村、堡城村、堡城庄村、金家桥村、神后村、岭上村、庙洼村、璞地庄村、林川村、马家河村、袁家河村、璞地村、赵家河村、党家河村、刘家河村、柏门村、城墙头村